# 季金斯科耶农村居民点
季金斯科耶农村居民点（俄语：Сельское поселение Тигинское）是俄罗斯联邦沃洛格达州沃热加区所属的一个农村居民点。其下辖有42个居民点，行政中心为格里季诺。据2015年统计，该农村居民点的人口为1083人。